# Musée Bab el Oqla
 (août 2024).
La mise en forme du texte ne suit pas les recommandations de Wikipédia : il faut le « wikifier ».
Les points d'amélioration suivants sont les cas les plus fréquents. Le détail des points à revoir est peut-être précisé sur la page de discussion.
- Les titres sont pré-formatés par le logiciel. Ils ne sont ni en capitales, ni en gras.
- Le texte ne doit pas être écrit en capitales (les noms de famille non plus), ni en gras, ni en italique, ni en « petit »…
- Le gras n'est utilisé que pour surligner le titre de l'article dans l'introduction, une seule fois.
- L'italique est rarement utilisé : mots en langue étrangère, titres d'œuvres, noms de bateaux, etc.
- Les citations ne sont pas en italique mais en corps de texte normal. Elles sont entourées par des guillemets français : « et ».
- Les listes à puces sont à éviter, des paragraphes rédigés étant largement préférés. Les tableaux sont à réserver à la présentation de données structurées (résultats, etc.).
- Les appels de note de bas de page (petits chiffres en exposant, introduits par l'outil «  Source ») sont à placer entre la fin de phrase et le point final[comme ça].
- Les liens internes (vers d'autres articles de Wikipédia) sont à choisir avec parcimonie. Créez des liens vers des articles approfondissant le sujet. Les termes génériques sans rapport avec le sujet sont à éviter, ainsi que les répétitions de liens vers un même terme.
- Les liens externes sont à placer uniquement dans une section « Liens externes », à la fin de l'article. Ces liens sont à choisir avec parcimonie suivant les règles définies. Si un lien sert de source à l'article, son insertion dans le texte est à faire par les notes de bas de page.
- La présentation des références doit suivre les conventions bibliographiques. Il est recommandé d'utiliser les modèles {{Ouvrage}}, {{Chapitre}}, {{Article}}, {{Lien web}} et/ou {{Bibliographie}}. Le mode d'édition visuel peut mettre en forme automatiquement les références.
- Insérer une infobox (cadre d'informations à droite) n'est pas obligatoire pour parachever la mise en page.

Pour une aide détaillée, merci de consulter Aide:Wikification.
Si vous pensez que ces points ont été résolus, vous pouvez retirer ce bandeau et améliorer la mise en forme d'un autre article.
 (août 2024).
Le musée Bab Oqla (en arabe: المتحف الإثنوغرافي باب العقلة), situé à l'est de l'ancienne médina, porte le nom de l'une des sept portes historiques de Tétouan. Inscrite au patrimoine mondial de l'Unesco, comme un carrefour qui accumule de nombreuses confluences, ce qui en fait un site d'une grande diversité patrimoniale.

## Histoire
Le musée, initialement nommé "Foyer Musulman" ou "Musée des Arts Indigènes", a été fondé en 1928 à Tétouan, situé dans la Médina. En 1948, il a été transféré dans un bastion de la fortification de Tétouan, à Bab el Oqla, où il a officiellement ouvert ses portes le 29 juillet. Ce bastion, construit par le Sultan Moulay Abderrahmane, date des années 1830-31.
Le musée a également traversé des périodes de déstabilisation durant l'époque de la colonisation espagnole. Plus récemment, après plusieurs mois de travaux de rénovation, le musée Bab El Oqla à Tétouan a rouvert ses portes le 28 janvier 2022.

## Collections
Le musée offre une présentation géographique et historique de Tétouan, depuis sa reconstruction au XVe siècle jusqu'à la période de présence espagnole et la période moderne du XIXe siècle. Il couvre également son âge d'or et de prospérité à partir du XVIe et du début du XVIIe siècle ainsi que son déclin au XVIIIe siècle. De plus, il présente aux visiteurs divers éléments architecturaux comme le zellige, les stèles funéraires, le bois peint et sculpté.

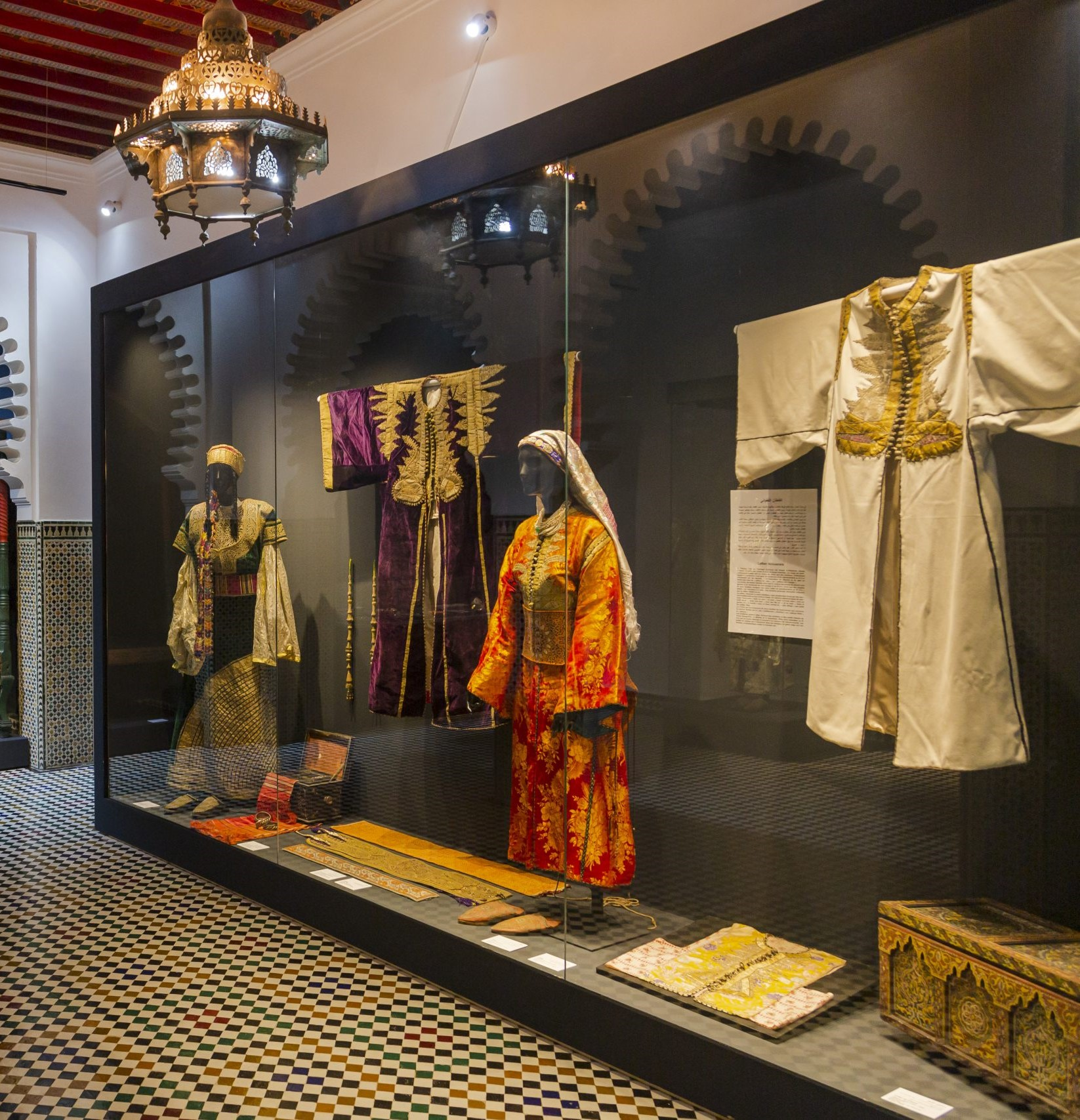
une exposition des costumes traditionnelles "caftans est la keswa kbira " au musée Bâb al oqla

Le musée contient également le 'Squndo', un syste de distribution d'eau datant du XVe siècle qui traverse la médina. Enfin, le musée met en avant l'art et les métiers de la médina de Tétouan. L'artisanat tétouanais, riche et varié, constitue un élément identitaire important avec des pièces comme le caftan keswa lkbira, les anciens bijoux locaux tels que "khaiyt rih" "ldjbinne", les accessoires traditionnels comme la Balgha, et des instruments de musique anciens tels que la mandoline et l'oud. Cependant, cet artisanat montre également des influences andalouses et séfarades datant des périodes almoravide et almohade au Maroc.

En général, le musée présente souvent une riche collection d'objets anciens qui témoignent de la culture judéo-arabe et de la diversité de la ville de Tétouan et de ses alentours. On y trouve des costumes traditionnels , des instruments de musique, ainsi que divers objets illustrant l'architecture marocaine et plus spécifiquement celle du nord du Maroc.

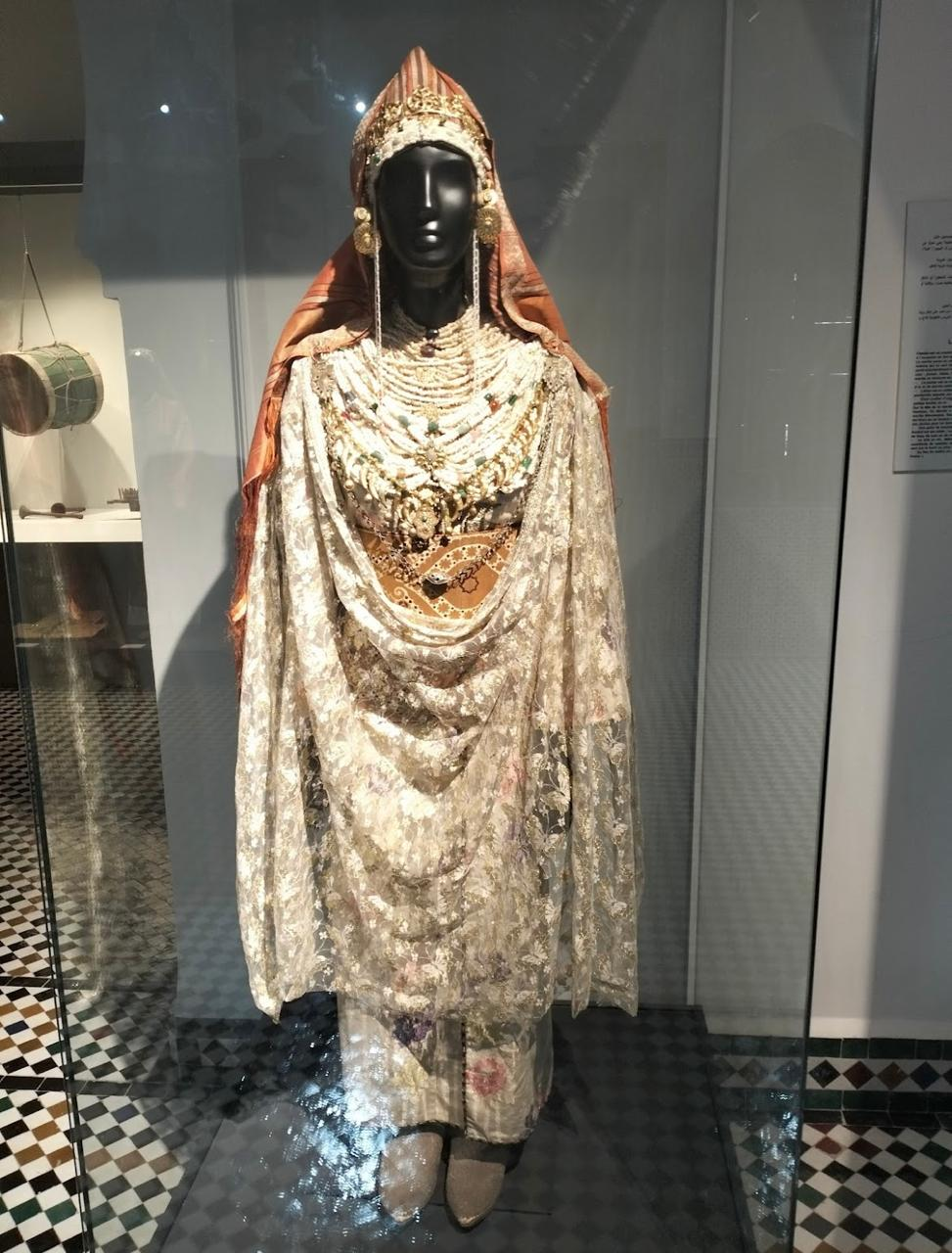
La Chedda de Tétouan[8] (الشدة التطوانية) est un costume traditionnel marocain composée  de bijoux est d'un caftan connu localement au nom "Elbahja"[réf. nécessaire] , exposé au musée Bâb al oqla, Tétouan
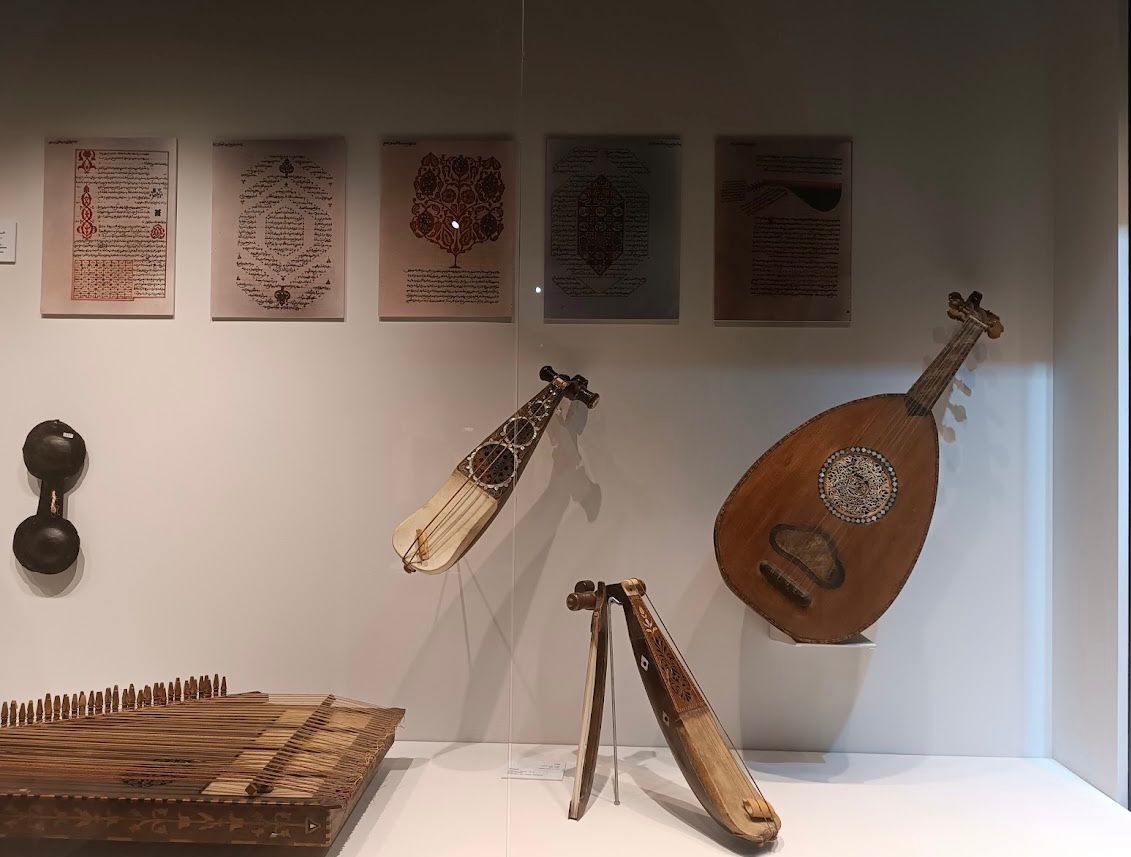
Des Anciens instruments musical du XIX siècle utiliser dans les fête musical a Tétouan dans l'époque almoravides .
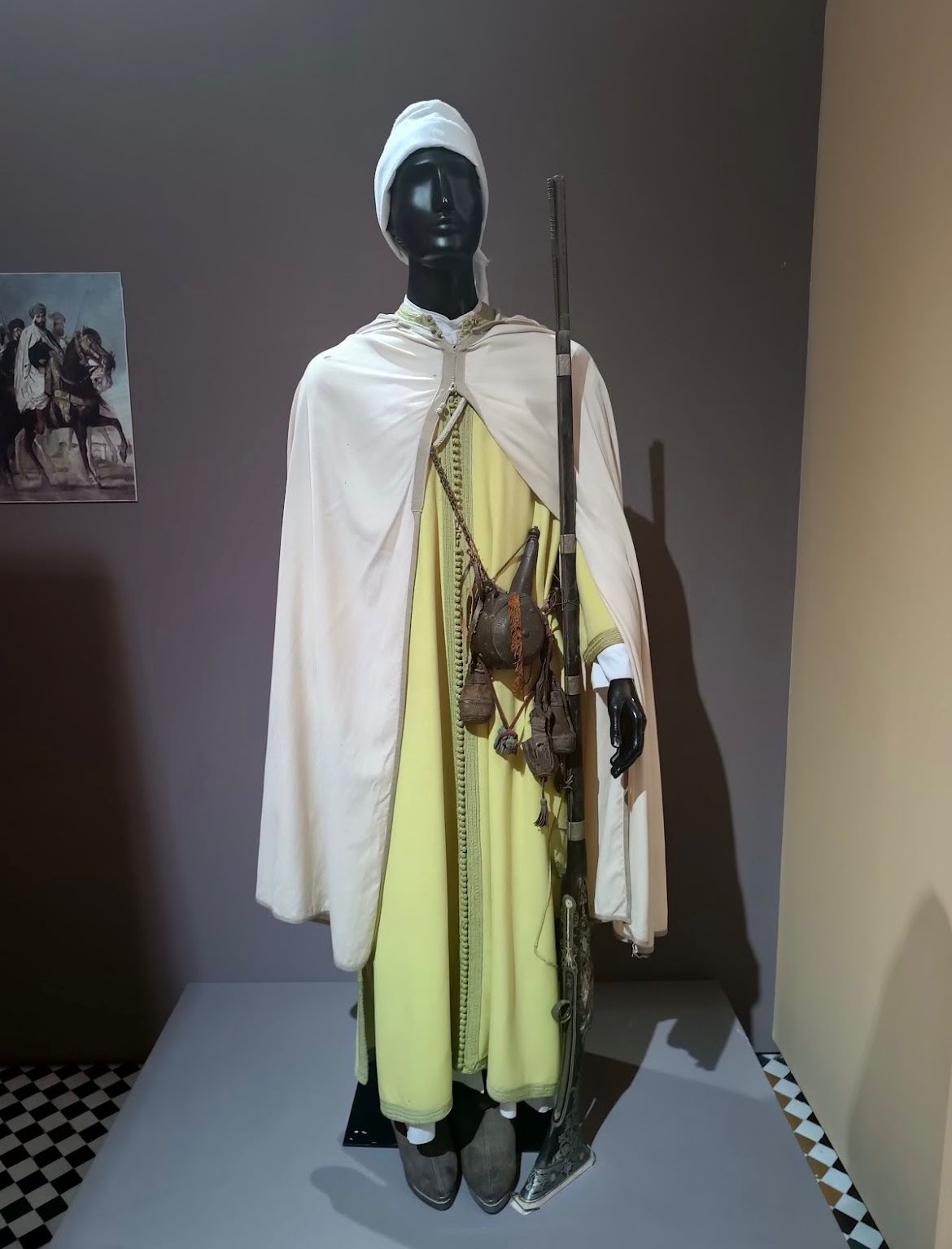
"caftan" ou "djellaba" marocain avec  "selham mekhzani" du XIX siècle.